# Stromateus fiatola
Stromateus fiatola is een straalvinnige vissensoort uit de familie van de grootbekken (Stromateidae). De wetenschappelijke naam is gepubliceerd in 1758 door Linnaeus in de tiende editie van Systema naturae.